# Aedes condolescens
Aedes condolescens är en tvåvingeart som beskrevs av Dyar och Frederick Knab 1907. Aedes condolescens ingår i släktet Aedes och familjen stickmyggor. Inga underarter finns listade i Catalogue of Life.